# Kincardine Airport
Kincardine Airport är en flygplats i Kanada.   Den ligger i provinsen Ontario, i den sydöstra delen av landet, 500 km väster om huvudstaden Ottawa. Kincardine Airport ligger 229 meter över havet.
Terrängen runt Kincardine Airport är platt, och sluttar brant västerut. Runt Kincardine Airport är det glesbefolkat, med 11 invånare per kvadratkilometer.. Närmaste större samhälle är Kincardine, 2,9 km sydväst om Kincardine Airport. 
Trakten runt Kincardine Airport består till största delen av jordbruksmark.